# Annamatia
Annamatia, mai nevén Templomos, Baracs község régebbi falurésze, Fejér megye délkeleti sarkában, a Mezőföld keleti részén, Dunaújváros (Intercisa) vonzáskörzetében. Az egykori római limes (erődítményrendszer) része volt a Duna folyó mentén.
Baracs és környéke már az ókorban is lakott hely volt. A település Templomos nevezetű részén állott egykor
az Annamatia római katonai tábor. A környéken sok e korból származó emlékre bukkantak, de feltártak egy római temetőt is.
Kezdetben palánkvár épült - Domitianus római császár idején - majd kővárat építettek. A római tábor egy része a Duna hibájából elpusztult, mert a löszfal ráomlott. Körülbelül 160 x 150 x 80 méteren maradt épen. Amit adatok alátámasztanak, hogy az Aquincumi légiót segédcsapatok segítették, azok viszont tényleges szolgálatot tettek. Nemcsak a Duna-Tiszaközi szarmata-jazigokat tartották féken, hanem az összes hozzájuk hasonló népvándorláskori törzseket, biztosították a dunai hajóforgalmat és a kereskedelmet. Emellett Aquincum és Mursa vonaltól távol tartotta az ellenségtől. Ilyen csapatként ismerhették meg a cohors VII Breucorum katonai egységet.
Ott állomásozott még az I. Thracum Germanica i. sz. 10-20-tól. Az equites Dalmatae a határt biztosította a IV. századtól.
A gyalogosokat a fürge lovasság tette ütőképessé. Az erőd falrendszere még kb. 1950-1970 évre fennmaradt.
Régészeti rendszeres ásatásokon megtalálták a palánkvár vonalát, a védőárkot, a főbejáratot, meglett a bástya, vízlevezető csatorna.
Az Intercisa Múzeumban látható tárlaton a régészeti anyag, került római korból származó tárgy a Magyar Nemzeti Múzeumba is. Az ásatást Kovács Péter, a JPTE tanára végezte.
A Római Birodalom 2000 kilométeres szakaszát határozta meg a dunai limes, a természetes határokon kívül, mint a Duna, Rajna, falakat emeltek, kerítést készítettek. Két légiótábor volt, a Komárom-Brigetio és az Óbuda-Aquincum. 21 segédcsapattábort hoztak létre védelemre, mint Mosonmagyaróvár, Lébény, Győr, Ács-Vaspuszta, Ács-Bumbum-kút, Almásfüzitő, Nyergesújfalu, Esztergom, Dunabogdány, Szentendre, Albertfalva, Nagytétény, Százhalombatta, Adony, Dunaújváros Baracs mellett állt, Tolna, Őcsény, Várdomb, Dunaszekcső, Kölked. Voltak erődítmények is, Tokodnál, Visegrádnál, Pilismarótnál, Bölcskénél.
Összesen a magyarországi 415 kilométeres részen 200 őrhely védte a birodalmat. A római táborok 35%-ánál ma település van. A Római Birodalom határa 20 mai országot foglalt magába.
Az Annamatiánál a római katonai tábor i.sz. 70 körül létesült. Az elnevezés a kelta Adnamata névből származik. Az Annamatia római tábor Pannónia keleti, Duna menti védővonalának részét képezte. Térképeken többen az Alta Ripa jelölést használták az erőd megjelölésére, Karpe M. kutató, Mikoviny S., Rieder J.
Dunaújváros mérföldkövet T. Decius (249-251), Th. Maximinus (235-238) tiszteletére emelték. A katonaságot kelta-eraviszkusz lakosságából verbuválták.
Dunakömlődi Katonai Diploma Tassimarus, C. T. Verecundus katonákra hivatkozik. Sok ezüstérem, ékszer került elő, amiket a kelta korból valónak származtatnak.
Találtak raetiai kerámiát, terra sigillata töredéket.